# 瓦尔豪森 (巴登-符腾堡州)
瓦尔豪森（德語：Wallhausen，發音：[ˈvalˌhaʊzn̩]）是德国巴登-符腾堡州斯图加特行政区施韦比施哈尔县的市镇，总面积25.47平方千米，2023年12月31日总人口为3,826人。